# Slöjd

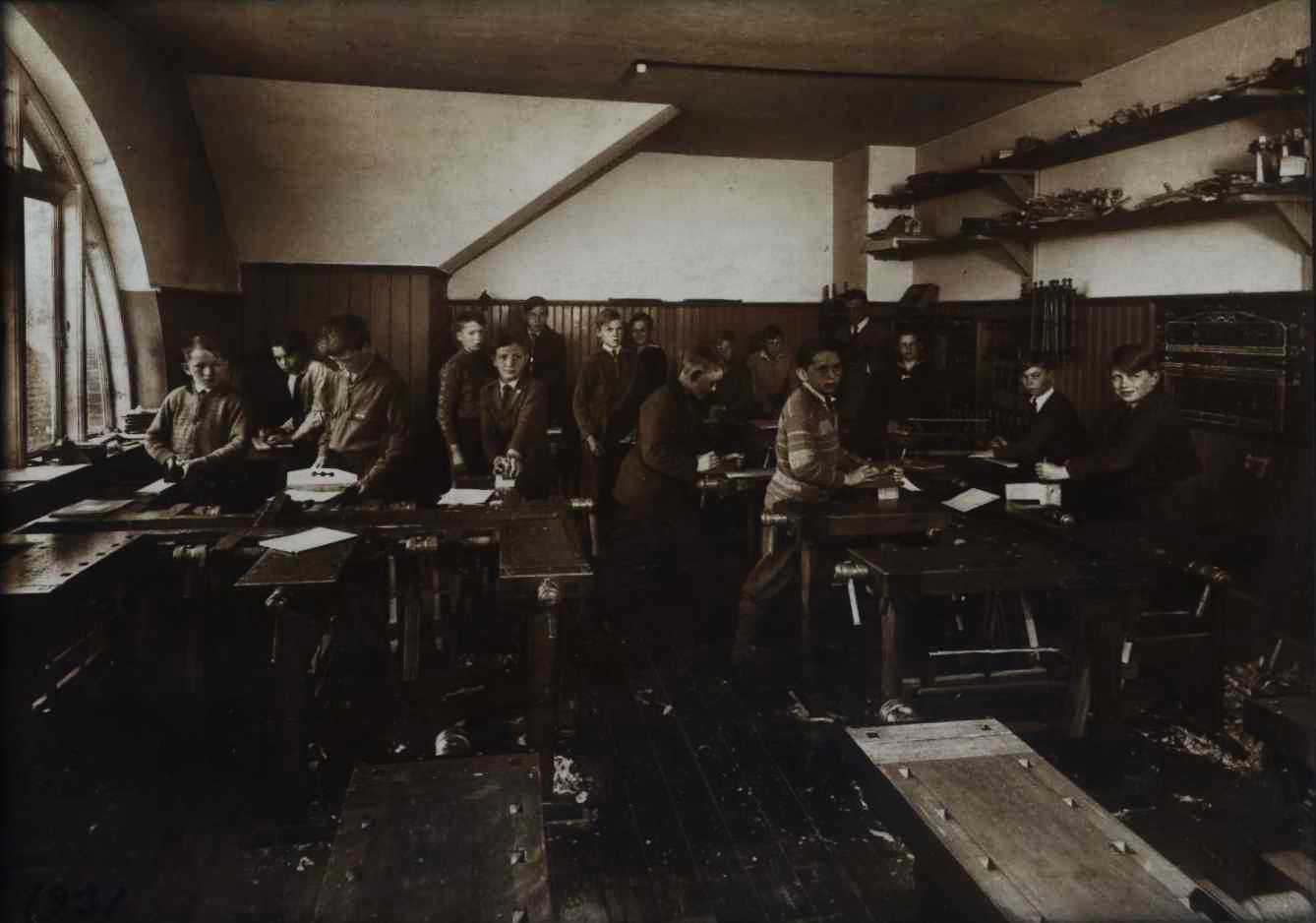
En slöjdsal i en skola i Danmark 1931.

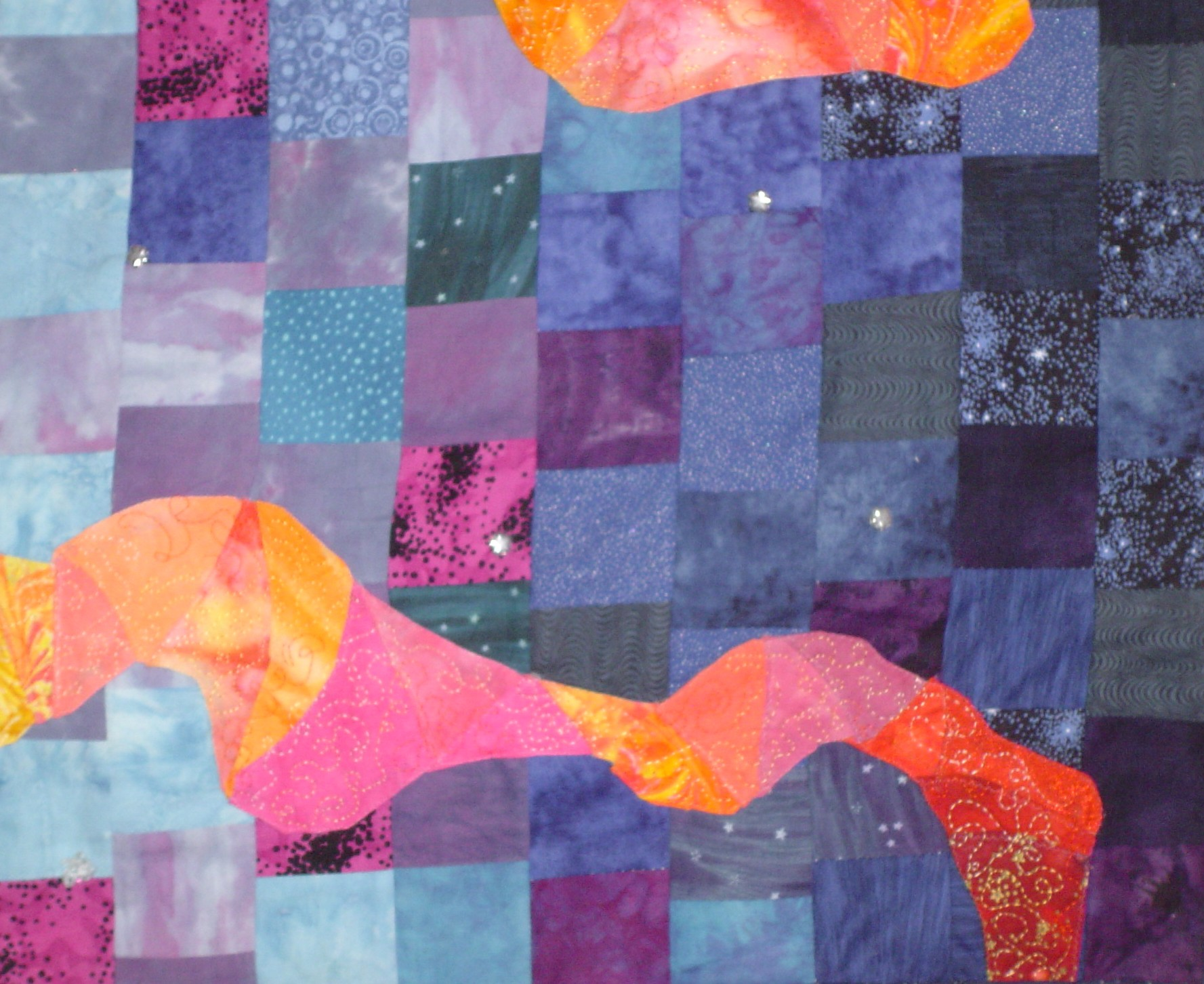
Ett lapptäcke.

Slöjd är icke industriell tillverkning av föremål i handarbete och manufaktur. Slöjdföremål förknippas starkt med kulturella och individuella uttryck. Det går att särskilja olika former eller verksamheter knutna till slöjd, såsom hemslöjd och skolslöjd. Materialet utgör ofta en styrande del i ett slöjdarbete, därav materialspecifika benämningar som metallslöjd, textilslöjd, träslöjd, läderslöjd och plastslöjd.
Ordet slöjd kommer från fornsvenska slöghþ, motsvarande adjektivet slögher, ’slug, skicklig, händig, konstfärdig’.

## Slöjd som skolämne i Sverige
Slöjd är i Sverige ett skolämne som sedan 1980 års läroplan (Lgr80) ersätter de två tidigare skolämnena textilslöjd och trä- och metallslöjd. Åren 1980–1994 delades slöjdämnet in i de två ovannämnda slöjdarterna, men i Lpo94 frångick man materialvalet som indelningsgrund. I Lgr11 togs materialbenämningen åter i bruk, men nu i alfabetisk ordning: metall, textil och trä, för att förtydliga de centrala slöjdmaterialen och samtidigt luckra upp tendensen att dikotomt dela upp slöjdarterna.
Slöjd är inte ett akademiskt ämne i Sverige, till skillnad mot exempelvis Finland, där områdena slöjdpedagogik och slöjdvetenskap etablerats inom högskolan. Det har dock skrivits ett flertal avhandlingar och vetenskapliga artiklar som behandlar slöjddidaktik som fält, dvs. den didaktik som rör undervisning i skolämnet slöjd.
Begreppet slöjd finns omnämnt redan på 1300-talet, i Östgötalagen, och står bland annat för slughet, flitighet, skicklighet, kunnighet, klokhet, och att vara händig, flink, hantverksskicklig, konstfärdig, förfaren, fyndig och påhittig. Kunskapsformen, att utifrån idéer omvandla material med hjälp av olika redskap till föremål, är både uråldrig och ständigt aktuell. Ordets pedagogiska mening stämmer än idag med kopplingen till kunskap, men också till kreativitet och problemlösning när material bearbetas till slöjdföremål i skolämnet.
Rötterna till den svenska slöjden finns i allmogekulturen, där den också har hämtat sin inspiration. Föremålen är präglade av handens arbete och kunskap om material och teknik. Inom slöjd används traditionellt naturen som materialkälla, men återbruk förekommer mer och mer. Vanliga råvaror är textil, trä och metall. I början av 1900-talet användes begreppet konstslöjd för det som i dag kallas konsthantverk eller industriformgivning.
Skolämnet slöjd infördes i Sverige 1878. Slöjdens fader brukar tas för Otto Salomon som skapade Slöjdskolan på Nääs 1872 där folkskollärare utbildades från 1872, slöjdens moder brukar tas för Hulda Lundin.

### Textilslöjd
Textilslöjd, ofta kallat syslöjd, fanns som skolämne i Sverige från 1940-talet och fram till 1980. Textil- samt trä- och metallslöjd sammanfördes då till ämnet slöjd, med två "slöjdarter".
Ämnet textilslöjd hette tidigare kvinnlig slöjd eller flickslöjd, men från och med grundskolans införande 1962 skulle både pojkar som flickor kunna undervisas i såväl textilslöjd som trä- och metallslöjd, vilket ytterligare slogs fast i 1969 års läroplan för grundskolan (Lgr69).

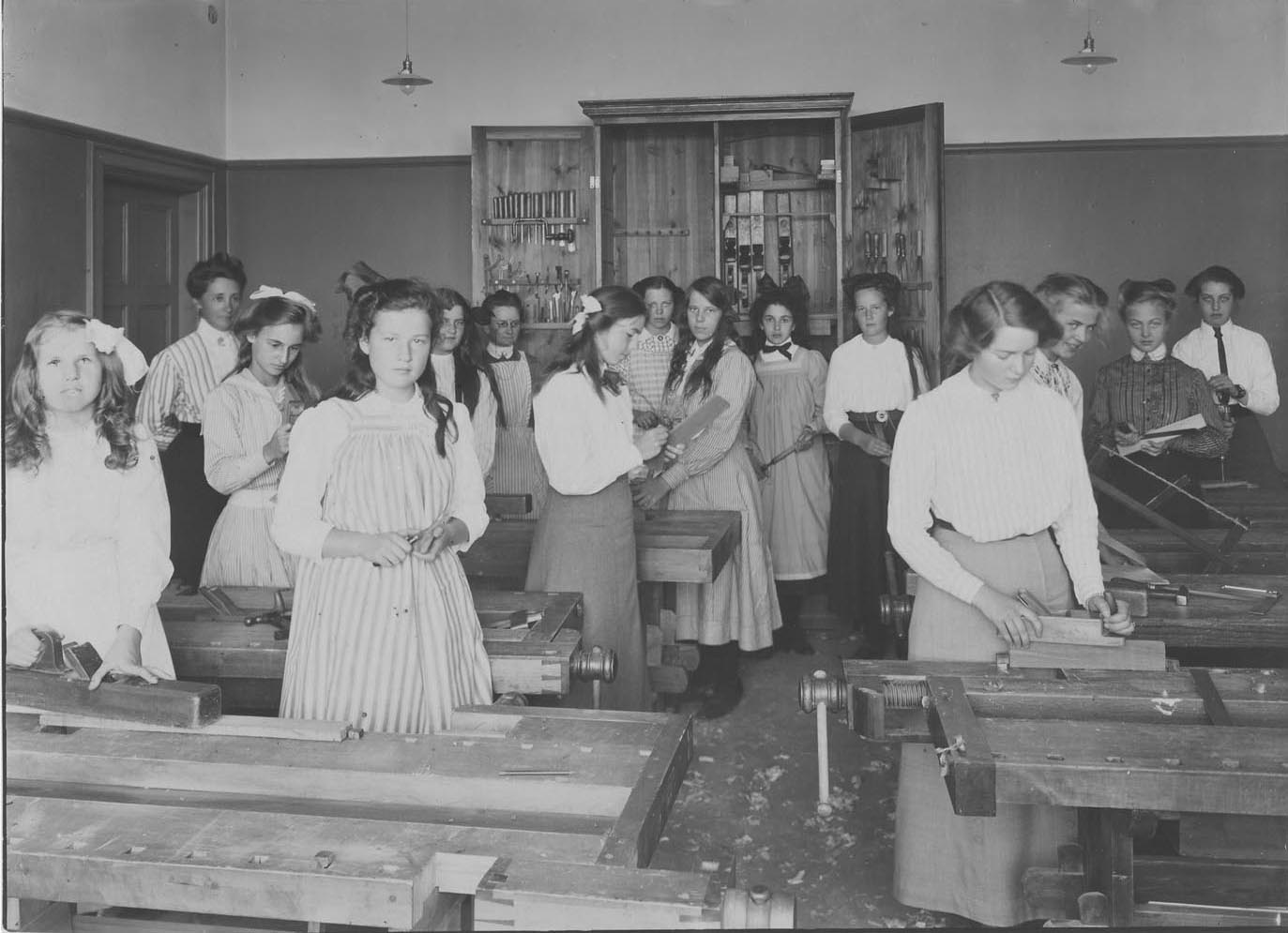
Slöjdlektion i flickskolan Anna Sandströms skola år 1911/1912. Först på 1960-talet blev träslöjd en rättighet för skolflickor.

### Trä- och metallslöjd
Trä- och metallslöjd, ofta kallat träslöjd, fanns som skolämne i Sverige från 1940-talet och fram till 1980 då textilslöjd och trä- och metallslöjd sammanfördes till ett ämne med två "slöjdarter".
Ämnet hette tidigare manlig slöjd eller goss-/pojkslöjd, men från och med grundskolans införande 1962 skulle såväl pojkar som flickor kunna undervisas i såväl textilslöjd som trä- och metallslöjd, vilket ytterligare slogs fast i lgr 69.

### Skolämnet slöjd efter 1994
I slöjdämnet från 1994 och framåt, som kan beskrivas som ett både teoretiskt och praktiskt hantverksämne, lär elever sig att använda olika bearbetningsmetoder och hantera verktyg för olika former av textila material,  träslag och metaller. Elever lär sig benämna material och verktyg och ta hänsyn till miljö och resurshushållning. Elever lär sig formgivning och design, som hur man kan åstadkomma en viss form, stil eller ergonomi i till exempel ett köksredskap, klädesplagg eller ett förvaringskärl. Det brukar även vara i slöjdämnet som elever kommer i kontakt med och får lära sig att planera ett arbete, göra ritningar, följa instruktioner och genomföra en designprocess från idé till färdig produkt.